# EXILE GENERATION
『EXILE GENERATION』（エグザイル ジェネレーション）は、2009年1月11日（10日深夜）から2010年3月25日（24日深夜）まで、日本テレビと一部系列局で放送されていたバラエティ番組である。EXILE初の冠番組である。

## 概要
番組開始当初の放送枠が日曜（土曜深夜）だった時期は、ライブの裏側などを中心としたドキュメントがメインだった。2009年4月に放送枠が木曜（水曜深夜）に移動してからは、バラエティ形式がメインだった。
2009年12月23日22時00分 - 23時24分には番組初の全国ネットプライムタイム枠でのスペシャル番組が放送された。
2010年1月6日より再び30分番組となった。（エグザムライ戦国が終わったため）
2010年3月25日（24日深夜）をもって番組が終了。

## コーナー
Question え・ぐ・ざ・い・る（クエスチョンえぐざいる）
それぞれの文中に「え」「ぐ」「ざ」「い」「る」の各文字が入った質問が出され、指名されたメンバー各1名が答える。
PRESSURE EXILE（プレッシャーエグザイル）
新メンバーの7人が、プレッシャーゲームに挑戦し、連続成功を目指す。
失敗すると、腕につけた電流マシーン（低周波治療器）が作動する。
居酒屋えぐざいる（いざかやえぐざいる）
居酒屋の店内を模したスタジオ（MAKIDAIが店長、MATSUが板長）で、メンバーやゲストが「ヤバイもの」を紹介し、それを基にトークや挑戦をする。
松本相談所（まつもとそうだんじょ）
椅子に座り虎のぬいぐるみを抱いたMATSUが、視聴者から寄せられた悩みや相談事に一言で答える。答えはその場で考えているらしい。
敬 将 えぐざんぽ（たか・しょう　えぐざんぽ）
TAKAHIROとSHOKICHIによるロケ。内容は「ひるザイル」に近い。
ナビざいる
TETSUYAによるロケ。KENCHI、KEIJI、NAOKIが参加することもある。
俺たちEXレンジャー（おれたちエグレンジャー）
AKIRAとNAOKIによるロケ。色々なことに体を張ってチャレンジする。
AKIRAは始めは嫌がるが、後の方では一番楽しんでいる。
こちら現場のKENCHIです（こちらげんばのケンチです）
KENCHIによるロケ。メンバーに対して(メンバー以外は柳沢慎吾のみ)失礼な態度をとり(もってきたお土産を自分で食べるなど)、ガタン・ゴトン・ヴィトンゲームを行って帰るのがお決まり。
エグジェネ語録（エグジェネごろく）
番組中でメンバーが放った印象的な発言が、ナンバーを振られて登録される。
アニメ「エグザムライ戦国」（エグザムライせんごく）
詳細はエグザムライ戦国を参照。

## DVD-BOX
全てrhythm zoneより発売
|   | 発売日         | タイトル                      | 概要 |
| - | -------------- | ----------------------------- | --- |
| 1 | 2009年4月29日  | EXILE GENERATION SEASON 1     | 豪華特典としてBOXセット(2種類共通)には番組O.A.時とは別編集による新メンバー7人とMAKIDAI、AKIRA、TAKAHIROによる緊急座談会を特典映像として収録。さらにSPECIAL BOXには、「エグザムライ戦国」のキャラクターデザインを務めた髙橋ヒロシ（超人気コミック「クローズ」「WORST」の作者）が書き下ろしたエグザムライキャラクターをB2リトグラフ化。 |
| 2 | 2009年12月16日 | EXILE GENERATION SEASON 2     | ドキュメント＆バラエティパート13話と「エグザムライ戦国」12話＆「SEASON1 総集編」を完全収録！特典映像には「EXILE MOOLOG」14話を収録！さらにSPECIAL BOXには「エグザムライ戦国」キャラクター デフォルメフィギュア7体セット（モノクロVer.）、「エグザムライ戦国」コミック1巻 SPECIAL BOX限定表紙バージョンを封入。                        |
| 3 | 2010年4月14日  | EXILE GENERATION SEASON 3     | DVD2枚組。「EXILE GENERATION SEASON 4」「EXILE GENERATION クリスマスSP」と同時発売。居酒屋えぐざいる、俺達えぐレンジャー、敬将えぐざんぽなど余すところなく完全収録。 |
| 4 | 2010年4月14日  | EXILE GENERATION SEASON 4     | DVD2枚組。「EXILE GENERATION SEASON 3」「EXILE GENERATION クリスマスSP」と同時発売。居酒屋えぐざいる、俺達えぐレンジャー、敬将えぐざんぽなど余すところなく完全収録。 |
| 5 | 2010年4月14日  | EXILE GENERATION クリスマスSP | DVD1枚組。「EXILE GENERATION SEASON 3」「EXILE GENERATION SEASON 4」と同時発売。2010年12月23日に放映された「EXILE GENERATION クリスマス SPECIAL」をDVD化。 |
| 6 | 2011年1月26日  | EXILE GENERATION SEASON 5     | DVD2枚組。 |

## ネット局
| 放送対象地域   | 放送局         | 放送期間        | 放送日時                 | 放送系列       | 備考       |
| -------------- | -------------- | --------------- | ------------------------ | -------------- | ---------- |
| 関東広域圏     | 日本テレビ     | 2009年1月10日 - | 水曜24時59分 - 25時29分  | 日本テレビ系列 | 制作局     |
| 近畿広域圏     | 読売テレビ     | 2009年1月12日 - | 水曜25時29分 - 25時59分  | 日本テレビ系列 | 1時間遅れ  |
| 中京広域圏     | 中京テレビ     | 2009年1月16日 - | 金曜26時36分 - 27時06分  | 日本テレビ系列 | 9日遅れ?   |
| 北海道         | 札幌テレビ     | 2009年1月16日 - | 金曜 25時30分 - 26時00分 | 日本テレビ系列 | 2日遅れ    |
| 福岡県         | 福岡放送       | 2009年1月20日 - | 金曜 25時25分〜25時55分  | 日本テレビ系列 | 9日遅れ    |
| 山形県         | 山形放送       | 2009年1月21日 - | 水曜 24時34分 - 25時04分 | 日本テレビ系列 | 7日遅れ    |
| 山梨県         | 山梨放送       | 2009年2月6日 -  | 金曜 26時05分 - 26時35分 | 日本テレビ系列 | 24日遅れ   |
| 青森県         | 青森放送       | 2009年4月13日 - | 月曜 24時59分 - 25時29分 | 日本テレビ系列 | 12日遅れ   |
| 新潟県         | テレビ新潟     | 2009年4月4日 -  | 土曜 25時15分 - 25時45分 | 日本テレビ系列 | 31日遅れ   |
| 長野県         | テレビ信州     | 2009年4月2日 -  | 木曜 24時53分 - 25時23分 | 日本テレビ系列 | 1日遅れ    |
| 石川県         | テレビ金沢     | 2009年4月22日 - | 金曜 24時35分 - 25時05分 | 日本テレビ系列 | 21日遅れ   |
| 静岡県         | 静岡第一テレビ | 2009年4月1日 -  | 水曜 24時59分 - 25時29分 | 日本テレビ系列 | 同時ネット |
| 鳥取県・島根県 | 日本海テレビ   | 2009年4月13日 - | 月曜 25時34分 - 26時04分 | 日本テレビ系列 | 12日遅れ   |
| 愛媛県         | 南海放送       | 2009年4月13日 - | 月曜 25時05分 - 25時35分 | 日本テレビ系列 | 12日遅れ   |
| 香川県・岡山県 | 西日本放送     | 2010年1月14日 - | 木曜 24時38分 - 25時08分 | 日本テレビ系列 | 8日遅れ    |
| 広島県         | 広島テレビ     | 2009年4月10日 - | 金曜 25時20分 - 26時50分 | 日本テレビ系列 | 9日遅れ    |
| 長崎県         | 長崎国際テレビ | 2009年4月12日 - | 日曜 25時35分 - 25時55分 | 日本テレビ系列 | 11日遅れ   |
| 沖縄県         | 琉球放送       | 2009年4月12日 - | 月曜 24時29分 - 24時59分 | TBS系列        | 5日遅れ    |

## バラエティーパートスタッフ
- 編成：戸田一也、東井文太
- プロデューサー：町尻具宗
- チーフプロデューサー：小谷野俊介（2009年1月10日から6月25日までは、チーフクリエイターとして表記）
- 製作著作：日テレ